# Star Fox 64
 Star Fox 64 (яп. スターフォックス 64, Сута: Фоккусу Рокудзю: ен) — друга гра в серії Star Fox, розроблена Nintendo для консолі Nintendo 64. У Японії реліз відбувся 27 квітня 1997 року, в Північній Америці — 1 липня 1997, в Європі та Австралії під назвою Lylat Wars — 20 жовтня 1997 року. У 2007 році з'явилася версія для Virtual Console Wii. Star Fox 64 вийшла замість скасованої Star Fox 2, розроблялася для SNES.

## Сюжет
Події гри розгортаються у вигаданій зоряній системі Лайлет, проти якої веде війну божевільний учений Андросс. Колись він був вигнаний на похмуру планету Веном та тепер, за сюжетом, збирався поставити на коліна своїх старих ворогів та підпорядкувати собі все живе. Свого часу, команда найманців Star Fox була за дорученням федеральної планети Корнер дослідити дивну активність, яка відбувається на Веномі, але була знищена Андроссом, завдяки зраді одного з її членів — Пігмеї Денгара. Заєць Пеппі Хейр зумів втекти з полону, а лідер команди лисиць Джеймс МакКлауд так і не повернувся з Венома.
Кілька років по тому, формується нова команда Star Fox на чолі з Фоксом МакКлаудом — сином Джеймса, в яку входять Пеппі Хейр, Фалко Ломбарді та Сліппі Тоуд. Командувач збройними силами Корнер генерал Пеппер посилає їх на боротьбу з Андроссом. Битва з військами Венома протікає в космосі та на планетах системи Лайлет. Часом команді Star Fox допомагають пес Білл Грей — один Фокса, та кішка Кетт Монро — стара знайома Фалко . Зрештою, пробившись крізь армії Андросса і перемігши його найманців в особі конкуруючої команди Star Wolf, Фокс МакКлауд і його співтовариші досягають Венома та убивають самого вченого. У залежно від рівня складності, Андросс або знищений остаточно, або його смерть виявляється в симітірованіі.

## Ігровий процес
Гравець управляє космічним кораблем Arwing, пілотованим Фоксом МакКлаудом. У деяких місіях транспортним засобом служить сухопутний танк Landmaster, а також підводний човен Blue Marine. Структура рівнів лінійна, гравець безперервно рухається вперед, маючи можливість пересуватися в межах екрану вправо-вліво і вгору-вниз, відстрілюється від ворогів і підбирає бонуси. У деяких поєдинках з босами і в боях зі Star Wolf режим гри змінюється: повна свобода пересування на обмеженій ділянці простору. Броню та лазерну гармату можна вдосконалювати, підбираючи відповідні бонуси.
Товариші Фокса протягом кожної місії летять поруч, періодично потрапляючи в поле зору гравця. Час від часу, вони, будучи не в силах відірватися від противника, просять про допомогу, та якщо вчасно не збити переслідувачів, то кораблі можуть отримати критичні пошкодження і відправитися на ремонт, на борт флагмана Great Fox. У цьому випадку вони повертаються у бій лише через місію. Присутність же союзників дає певні бонуси. Так, Сліппі Тоуд визначає рівень життєвої енергії босів, Пеппі Хейр дає слушні поради для проходження, а Фалко Ломбарді може відкрити шляхи до рівнів підвищеної складності.
По завершенні багатьох місій існує можливість вибору наступного рівня. Різні шляхи проходження відрізняються ступенем складності. На більшості рівнів присутні додаткові завдання, успішне виконання яких дозволяє вийти на найважчі місії. У кінцевому підсумку, залежно від того, на якій складності був пройдений останній рівень, залежить кінцівка гри: погана — на легкому, хороша — на важкому.
По ходу дії гравець заробляє медалі за виконання додаткових завдань, збереження машин союзників і знищення ворогів. Медалі відкривають ряд нових опцій, таких як наземні та піші місії в мультіплеєре, Sound Test і т. д. Всі медалі розблокують найскладніший режим гри — Expert Mode.

## Багатокористувацький режим
У грі присутній багатокористувацький режим для декількох гравців. Спочатку з засобів пересування присутній тільки Arwing, але при певному числі зароблених медалей, стає доступний Landmaster, а пізніше відкриваються і піші місії. Доступні три режими мультиплеєра: у першому гравець повинен підстрелити опонента, у другому виграє останній залишився в живих учасник, у третьому потрібно за певний час знищити ворожі кораблі.

## Озвучка
На відміну від попередньої гри серії, в Star Fox 64 з'явилися повністю озвучені діалоги. Тим не менше в PAL-версії, в меню вибору мови присутня опція Lylat, а також заміна мова персонажів на невиразне бурмотіння, аналогічне тому, що було в оригінальній Star Fox. Пізніше така ж мова ігрових героїв з'явиться в Star Fox Command.

### Актори озвучення в англійській версії
- Фокс МакКлауд — Майк Уест
- Фалко Ломбарді — Білл Джонс
- Пеппі Хейр — Айзек Марщалл
- Сліппі Тоуд — Лайса Броун
- ROB 64 — Девід Фредерік Уайт
- Вольф О'Донелл — Рік Мей
- Леон Повальскі — Рік Мей
- Пігмеї Денгар — Девід Фредерік Уайт
- Ендрю ойконім — Білл Джонс
- Андросс — Рік Мей
- Генерал Пеппер — Рік Мей
- Білл Грей — Білл Джонс
- Кетт Монро — Лайса Броун
- Джеймс МакКлауд — Майк Уест

### Актори озвучення в японській версії
- Фокс МакКлауд — Сінобу Сатодзі
- Фалко Ломбарді — Хісао Егава
- Пеппі Хейр — Томохіса Асі
- Сліппі Тоуд — Кеко Тонгу
- ROB 64 — Дайсуке Сакагуті
- Вольф О'Донелл — Хісао Егава
- Леон Повальскі — Сінобу Сатодзі
- Пігмеї Денгар — Тецу Инада
- Ендрю ойконім — Дайсуке Сакагуті
- Андросс — Дайсуке Горі
- Генерал Пеппер — Дайсуке Горі
- Білл Грей — Дайсуке Сакагуті
- Кетт Монро — Кеко Тонгу
- Джеймс МакКлауд — Томохіса Асі

## Реакція критики
Star Fox 64 став дуже успішною грою Nintendo. За перші п'ять днів, що пройшли з початку продажів у США, було реалізовано понад 300 000 копій, що перевершило рекорд Mario Kart 64 і Super Mario 64, хоча продажі в Японії були значно менше. Ігрові сайти оцінили Star Fox 64 дуже високо, так, сайт Game Rankings присудив грі в середньому 89,81 %, Metacritic поставив 88 балів зі 100, в той час як середня користувальницька оцінка склала 9.6 балів з 10. Рейтинг IGN склав 8.6, хоча журнал поставив грі в докір деяку повторюваність і музику, поступливу саундтреку до оригінальної Star Fox. Star Fox 64 також зайняла 45-у позицію в списку найкращих ігор в історії на думку Guinness World Records Gamer's Edition в 2009 році.

## Рімейк
У 2010 році на виставці E3 2010 Nintendo оголосила про вихід рімейка Star Fox 64 на своїй новій портативної консолі Nintendo 3DS. Він носить назву Star Fox 64 3D. Рімейк вийде у приблизно той же час, що і сама консоль.